# Älvsbyn
För andra betydelser, se Älvsby.

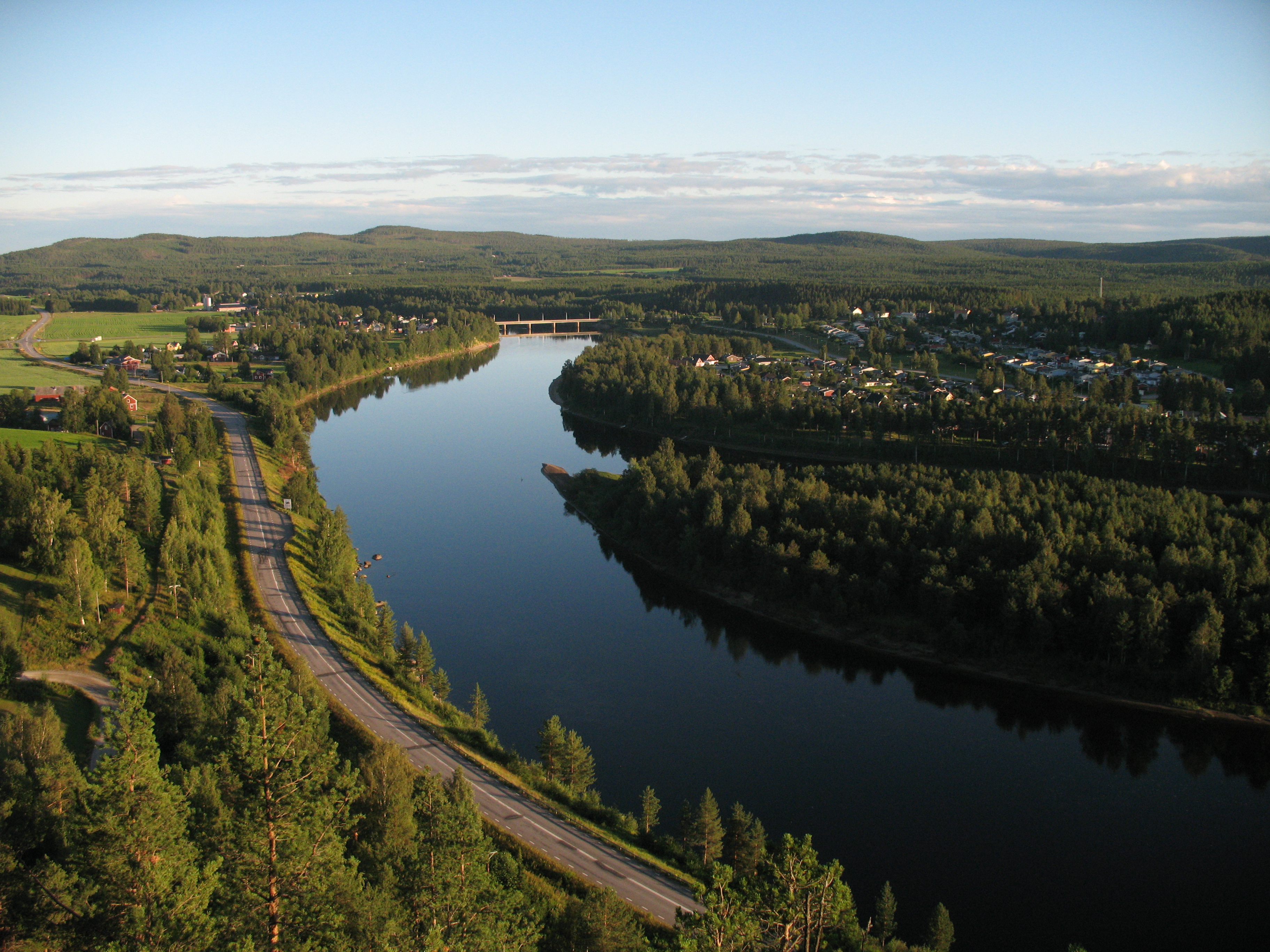
Vy från Hundberget i Älvsbyn. Pite älv, Norra byn och bostadskvarteret Östermalm.

Älvsbyn är en tätort i Norrbotten och centralort i Älvsbyns kommun i Norrbottens län. 
Älvsbyn kallas ibland Norrbottens pärla, ett uttryck som finns belagt sedan 1930. Älvsbyn är belägen vid Pite älv i södra Norrbottens län och ligger i det så kallade Fyrkantenområdet, 47 kilometer sydväst om Boden, 65 kilometer väster om Luleå och 50 kilometer nordväst om Piteå. 

## Historia
Älvsbyn tillhörde tidigare Piteå socken och landsförsamling. Platsen finns redan i 1539 års landskapshandling över Västerbottens län, fast bestod på den tiden av byarna Ytterbyn och Överbyn. Mellan 1609 och 1610 slogs de två byarna ihop till "Byn", vilken senare fick namnet Älvsbyn. Fast vissa år delades byarna upp igen i landskapshandlingarna, såsom 1623.

### Administrativa tillhörigheter
Älvsbyn var och är kyrkby i Älvsby socken och ingick efter kommunreformen 1862 i Piteå landskommun för att utbrytas därur 1874 och bilda Älvsby landskommun där Älvsbyns municipalsamhälle inrättades 19 april (alternativt maj) 1933. Älvsbyns köping bildades 1948 genom en utbrytning ur landskommunen av samhället med kringområde och municipalsamhället upplöstes då. Älvsbyn var Sveriges nordligaste köping. Köpingskommunen införlivade 1969 landskommunen och uppgick 1971 i Älvsbyns kommun där Älvsbyn sedan dess är centralort.
I kyrkligt hänseende har orten sedan 1809 hört till Älvsby församling, dessförinnan till Piteå landsförsamling. 
Orten ingick till 1893 i Piteå tingslag, därefter till 1928 i Älvsby tingslag och sedan till 1971 i Piteå och Älvsby tingslag. Från 1971 till 2002 ingick Älvsbyn i Piteå domsaga och från 2002 ingår orten i  Luleå domkrets.

### Befolkningsutveckling
| Befolkningsutvecklingen i Älvsbyn 1900–2020                                                  | Befolkningsutvecklingen i Älvsbyn 1900–2020 | Befolkningsutvecklingen i Älvsbyn 1900–2020 | Befolkningsutvecklingen i Älvsbyn 1900–2020 | Befolkningsutvecklingen i Älvsbyn 1900–2020 |
| -------------------------------------------------------------------------------------------- | ------------------------------------------- | ------------------------------------------- | ------------------------------------------- | ------------------------------------------- |
|                                                                                              |                                             |                                             |                                             |                                             |
| År                                                                                           |                                             |                                             | Folkmängd                                   | Areal (ha)                                  |
| 1900                                                                                         | 1900                                        |                                             | 974                                         | †                                           |
| 1950                                                                                         | 1950                                        |                                             | 2 787                                       | ##                                          |
| 1960                                                                                         | 1960                                        |                                             | 2 832                                       | 176                                         |
| 1965                                                                                         | 1965                                        |                                             | 3 590                                       | 253                                         |
| 1970                                                                                         | 1970                                        |                                             | 3 902                                       | 270                                         |
| 1975                                                                                         | 1975                                        |                                             | 4 707                                       | 340                                         |
| 1980                                                                                         | 1980                                        |                                             | 5 445                                       | 600                                         |
| 1990                                                                                         | 1990                                        |                                             | 5 328                                       | 611                                         |
| 1995                                                                                         | 1995                                        |                                             | 5 365                                       | 638                                         |
| 2000                                                                                         | 2000                                        |                                             | 5 176                                       | 638                                         |
| 2005                                                                                         | 2005                                        |                                             | 5 042                                       | 634                                         |
| 2010                                                                                         | 2010                                        |                                             | 4 967                                       | 635                                         |
| 2015                                                                                         | 2015                                        |                                             | 4 976                                       | 619                                         |
| 2020                                                                                         | 2020                                        |                                             | 5 046                                       | 676                                         |
| Anm.: † Som köpingsliknande samhälle 1900. ## Som tätort/befolkningsagglomeration 1920–1950. |                                             |                                             |                                             |                                             |

## Bebyggelse
I Älvsbyn ligger Älvsby kyrka.

## Kommunikationer
Älvsbyn ligger utmed järnvägslinjen Stambanan genom övre Norrland samt är ändstation för Piteåbanan.

## Näringsliv
I Älvsbyn finns bland annat företagen Polarbröd och Älvsbyhus. En bit utanför Älvsbyn, vid samhället Vidsel, finns Robotförsöksplats Norrland (RFN).

Vid en brand natten till 24 augusti 2020 totalförstördes Polarbröds anläggning. Den 27 januari 2021 togs det första spadtaget för den nya anläggningen.

### Handel
Älvsbyn har centrumhandel mitt i orten runt Storgatan och Nyvägen. Enligt SCB:s avgränsning av handelsområden finns där ett sådant med koden 2560H001. För år 2015 fanns där 19 arbetsställen för detaljhandel med runt 150 anställda. År 2020 fanns 13 arbetsställen, fortfarande med runt 150 anställda. Där finns bland annat Ica, Coop, Systembolaget och Apoteket Hjärtat.
Den konsumentkooperativa verksamheten har sitt ursprung i en lokal konsumentförening. Den bildades som Älvsby handelsförening den 29 november 1914. Senare ändrades namnet till Konsumtionsföreningen Älvsbyn m. o. Den 7 juni 1962 invigde föreningen en ny Konsumhall vid Storgatan. Då hade föreningen även butiker i Vidsel och Bredsel samt varubuss. Sedermera uppgick föreningen i Konsum Norrbotten. Det fanns tidigare även en Konsumbutik vid Järnvägsgatan, men den lades ner årsskiftet 1987/1988.

## Kultur
Cirka 40 km nordväst om Älvsbyn ligger Storforsen, norra Europas största obundna vattenfall. Vattenfallet är en sevärdhet som varje år lockar mängder av turister. Under en lång följd av år har baletten Trolltagen med musik av Ralph Lundsten uppförts under Storforsens dag. 

## Älvsbyn i film
Filmen Jägarna (1996), inspirerad av ett verkligt fall av organiserad tjuvjakt i Norrbotten, den så kallade Kalixhärvan, är en av de första långfilmerna inspelade i Älvsbyn.
Sedan 2009 har Näringslivskontoret i Älvsbyns kommun en speciell kontaktperson för filminspelningar i kommunen.
Filmer och TV-serier helt eller delvis inspelade i Älvsbyn:
- Vi hade i alla fall tur med vädret
- Jägarna
- Hotet
- Grabben i graven bredvid
- Möbelhandlarens dotter
- TV-Serien Höök
- Bröderna Karlsson
- Någon annanstans i Sverige
- Isdraken
- En enkel till Antibes
- I lodjurets timma
- Hypnotisören
- Miraklet i Viskan
- En dag kommer allt det här att bli ditt (2023)

## Sport
Utanför Älvsbyns centrum ligger Kanisbacken som vintertid används för utförsåkning, längdskidåkning och för skärmflygning. Sommartid till skidgång, cykling (downhill) och skärmflygning.

## Personer med anknytning till orten
- Saida Andersson (1923-1998), sierska
- Jonas Berglund (född 1990), ishockeyspelare
- Manne Briandt (1879-1962), kompositör, sångtextförfattare, sångare och baningenjör
- Daniel Engman (född 1973), sångare, skådespelare och musikalartist
- Pär Fjällström (född 1952), journalist och producent
- Mats Gunnarsson (född 1962), politiker (MP)
- Johan Gustavsson (född 1975), musiker och producent
- Marcus Hardegård (född 1997), ishockeyspelare
- Jeanette Holmgren (född 1960), skådespelare och sångerska
- Kim Karlsson (född 1989), ishockeyspelare
- Knut Lundmark (1889-1958), astronom
- Harry Nyman (1952-2008), skådespelare och musiker
- Susanne Nyström (född 1982), längdskidåkare
- Tore Persson (1918-2010), pressfotograf, uppfinnare och fotograf
- Kjell Sundvall (född 1953), regissör
- Elisabeth Wernesjö (född 1983), skådespelare
- Johan Westerlund (född 1988), längdskidåkare
- Emil Öhman (född 1986), skoterkrossförare
- Elina Öhman (född 1994), skoterkrossförare

## Bilder

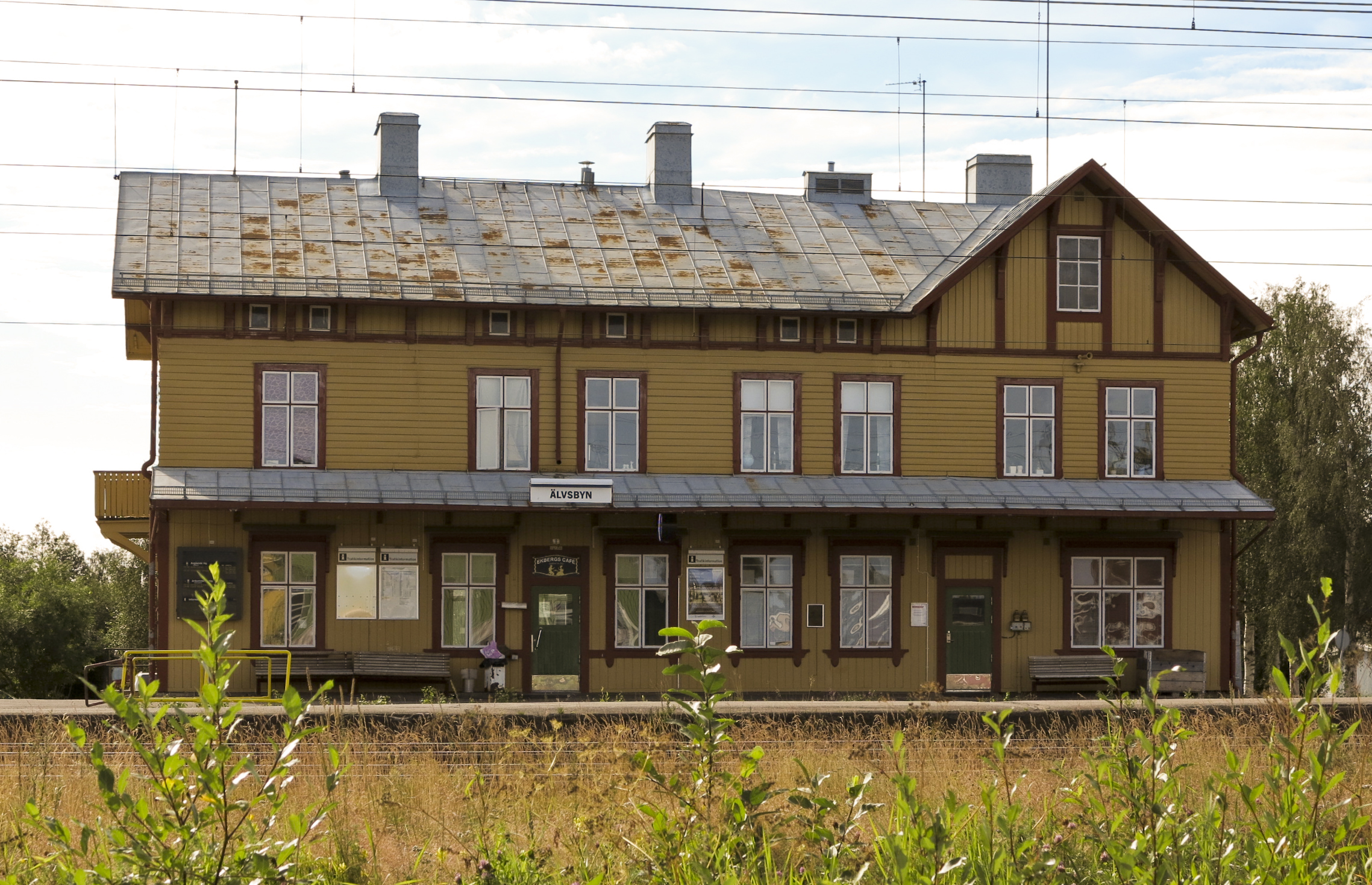
Järnvägsstationen
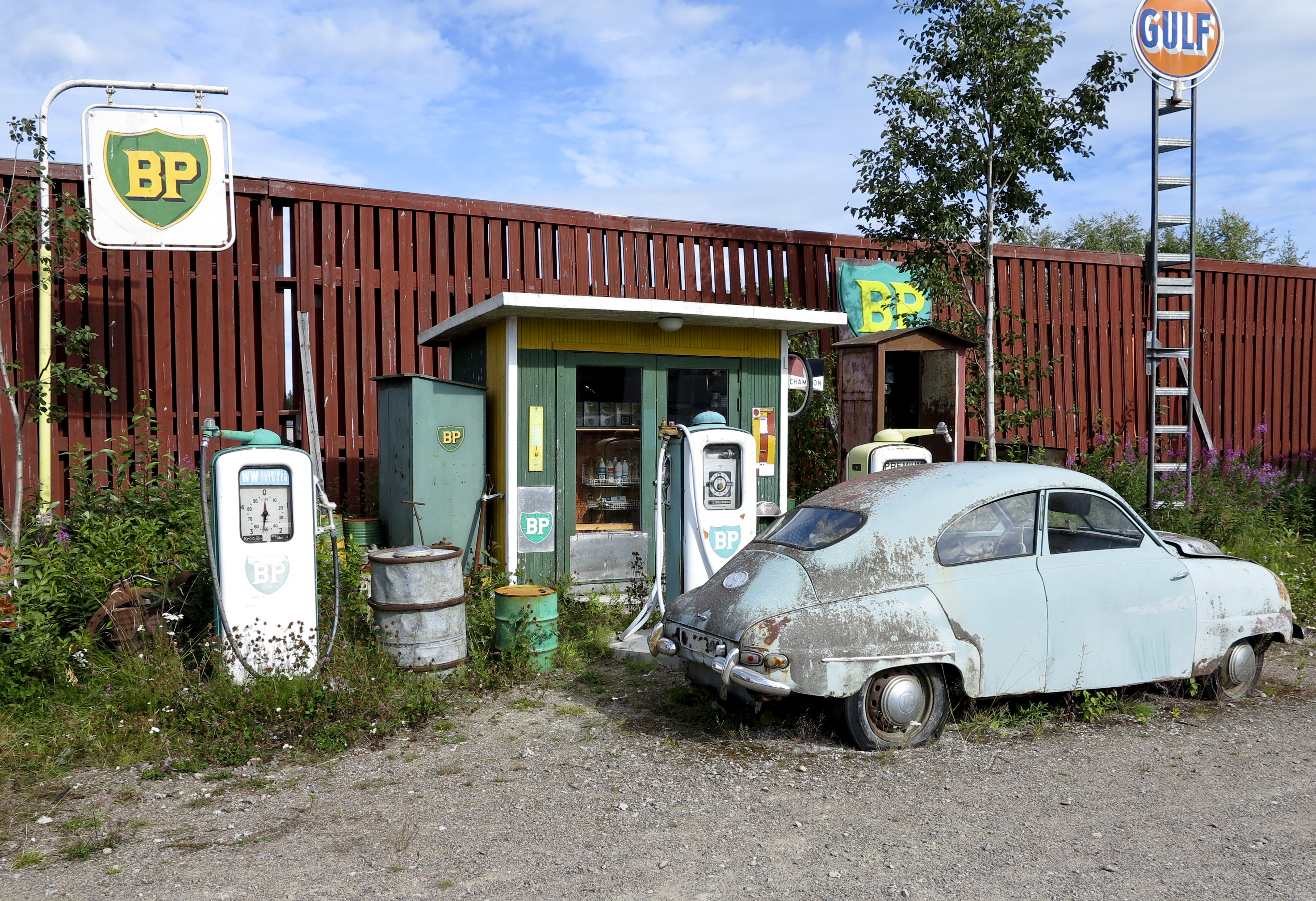
Bensinmuseet
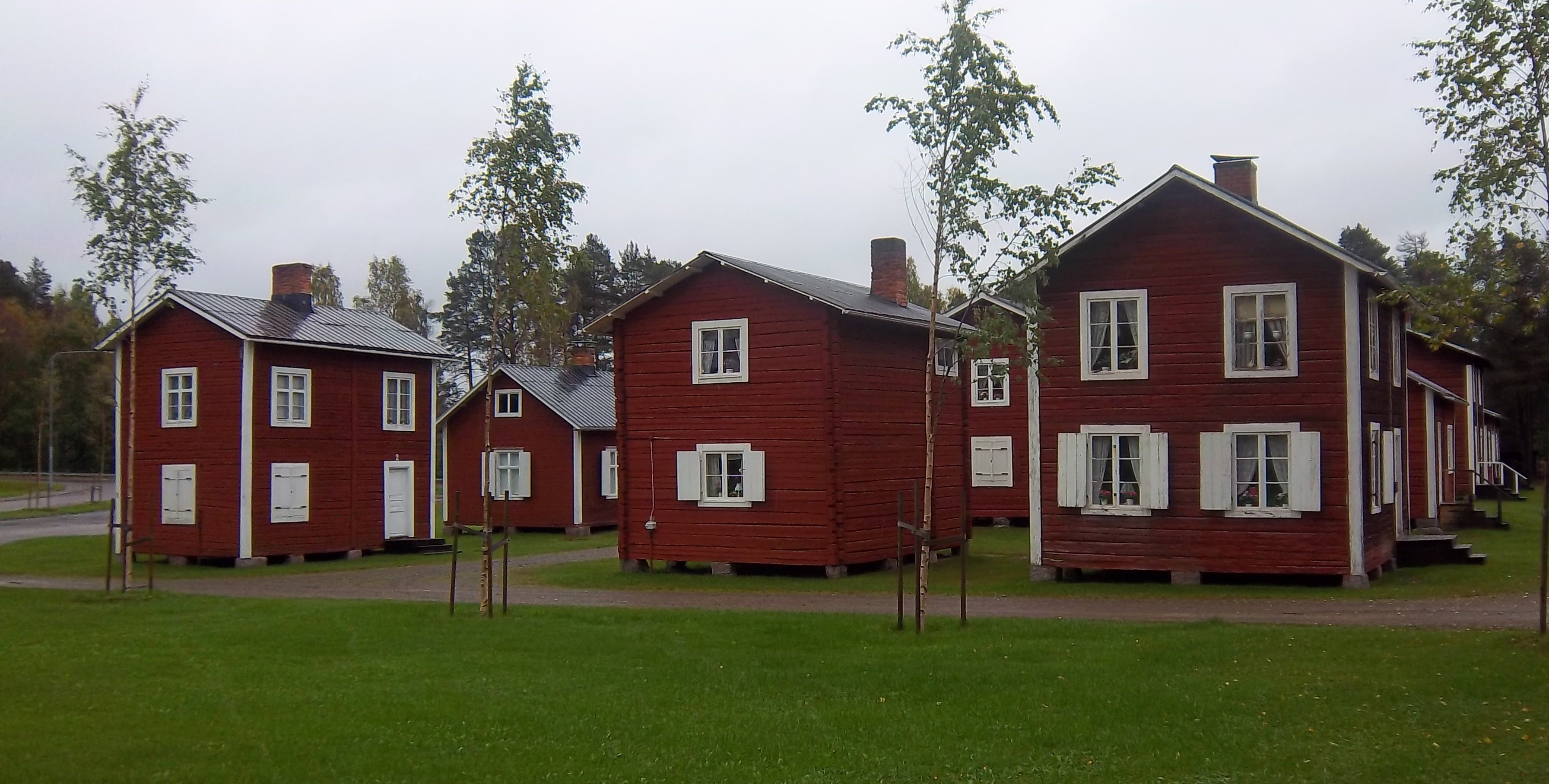
Älvsbyns kyrkstad